# Санта-Ана (Касерес)
Санта-Ана (ісп. Santa Ana) — муніципалітет в Іспанії, у складі автономної спільноти Естремадура, у провінції Касерес. Населення — 291 особа (2010).
Муніципалітет розташований на відстані близько 230 км на південний захід від Мадрида, 38 км на південний схід від Касереса.

## Демографія
Динаміка населення (INE ):

## Галерея зображень
- Розташування муніципалітету у провінції Касерес